# Patryk Brzeziński (piragüista)
Patryk Brzeziński (24 de febrero de 1991) es un deportista polaco que compitió en piragüismo en la modalidad de eslalon.
Ganó dos medallas en el Campeonato Europeo de Piragüismo en Eslalon, en los años 2009 y 2010, ambas en la prueba de C2 por equipos.

## Palmarés internacional
| Campeonato Europeo | Campeonato Europeo       | Campeonato Europeo | Campeonato Europeo |
| Año                | Lugar                    | Medalla            | Competición        |
| ------------------ | ------------------------ | ------------------ | ------------------ |
| 2009               | Nottingham (Reino Unido) | Medalla de bronce  | C2 por equipos     |
| 2010               | Bratislava (Eslovaquia)  | Medalla de plata   | C2 por equipos     |